# 南の矢座
南の矢座（みなみのやざ、Sagitta Australe、Sagitta Australis）は、現在使われていない星座の1つ。
1612年にペトルス・プランシウスによってさそり座といて座の間に設けられた。矢がモチーフで、いて座からさそり座に向けて放たれた形となっている。